# Niphogeton bolivianus
Niphogeton bolivianus är en flockblommig växtart som beskrevs av Mildred Esther Mathias och Lincoln Constance. Niphogeton bolivianus ingår i släktet Niphogeton och familjen flockblommiga växter. Inga underarter finns listade i Catalogue of Life.